# 벤조(a)피렌
벤조[a]피렌(영어: benzo[a]pyrene)은 화학식이 C20H12이며, 5개의 벤젠 고리가 결합한 분자이다. 300 °C에서 600 °C 사이에서 불완전 연소를 통해 생성된 물질로 콜타르나 공장의 물질을 태운후 연기를 내보내는 굴뚝, 자동차의 배기가스(특히 디젤엔진), 담배 연기, 탄 음식의 일부 등에서 나오는 물질이다. 벤조[e]피렌(benzo[e]pyrene)과는 이성질체이다.

## 발암물질
현재는 1급 발암물질로 분류되고 있다. 벤조피렌, 다이올, 에폭사이드, 세 가지 효소 반응을 거쳐 암을 유발시키는 물질이다. 벤조피렌은 우선 시토크롬 P450 1A1에 의해 (+) - 벤조 [a] 피렌 -7, 8 - 옥사이드와 다른 생성물이 된다. 이것이 에폭시 가수 분해효소에 의한 대사에 의해 (-) - 벤조 [a] 피렌 -7,8 - 디하이드로 다이올이된다. 이것이 시토크롬 P4501A1과 반응 벤조 피렌 디올 에폭시 드 ((+) -7 R 8 S - 디히드록시 -9 S , 10 R - 에폭시 -7,8,9,10 - 테트라 히드로 벤조 [a] 피렌)을 생성 시키지만, 이것이 발암 물질이다.
에폭시 산소 전자를 치우친 상태에서 보유하고 있는 에폭시 2탄소구 전자이다. 따라서 이 분자가 DNA에 삽입되고, 구핵성 구아닌 염기 N2 자리에 공유결합을 형성한다. X선 회절에 의해 결합 형성이 DNA를 변형시키는 것으로 보인다는 관찰 결과가 발표되었으며, 이러한 결합이 일반적인 DNA 복제 과정에서 오류를 발생시켜 암의 원인이 된다. 이 기구는 구아닌의 N7 자리에 결합하는 아플라톡신의 것과 닮아 있다.

## 같이 보기
- 벤조(e)피렌
- 파이렌